# André Maurois
André Maurois (nume real: Émile Salomon Wilhelm Herzog, n. 26 iulie 1885, Elbeuf, Haute-Normandie, Franța – d. 9 octombrie 1967, Neuilly-sur-Seine, Région parisienne, Franța) a fost un scriitor, eseist și istoric francez.
A devenit cunoscut și datorită biografiilor făcute unor personalitați ca: Honoré de Balzac, Percy Bysshe Shelley, Frédéric Chopin, sau Benjamin Franklin.

## Biografie
André Maurois s-a născut la Elbeuf, într-o familie bogată de evrei alsacieni. Și-a făcut educația la Rouen, în Normandia. După ce a luat licența în litere, s-a ocupat o perioadă de conducerea uzinei pe care o deținea familia sa.
În timpul primului război mondial s-a înrolat în armata franceză și a servit ca interpret, apoi ca ofițer de legătură cu armata britanică.
Primul său roman, Tăcerile colonelului Bramble, a fost o operă literară caracterizată printr-un acut realism social și o critică a societății contemporane lui. Acest roman a avut un succes imediat în Franța și a fost tradus rapid în Regatul Unit.
În 1938 (în ședința din 23 iunie) este ales membru al Academiei Franceze.
La începutul celui de-al doilea război mondial a fost numit observator oficial francez atașat la Cartierul general britanic. În calitatea sa de oficial a urmat armata engleză în Belgia. După ce a fost demobilizat, a plecat în Canada, unde a scris despre experiențele sale de pe front, în „Tragedie în Franța”.
În 1947, pseudonimul „André Maurois” devine numele său legal.
În 1967, după o lungă carieră de scriitor, moare la Neuilly-sur-Seine, lângă Paris, unde este  și înmormântat.

## Opera

### Romane și nuvele
- 1918 - Les silences du colonel Bramble („Tăcerile colonelului Bramble”). Conține și traducerea lui André Maurois a celebrului poem If de Rudyard Kipling.
- 1919 - Ni ange ni bête („Nici înger, nici fiară”) - ficțiune istorică.
- 1922 - Bernard Quesnay (reeditat în 1926, într-o versiune revizuită, sub titlul: La hausse et la baisse).
- 1922 - Les discours du docteur O'Grady („Discursurile doctorului O'Grady”).
- 1926 - Meïpe ou la Délivrance.
- 1928 - Climats („Climate”).
- 1928 - Voyage au pays des Articoles, nuvele și povestiri.
- 1929 - Le pays des trente-six mille volontés, nuvele și povestiri
- 1932 - Le cercle de famille („Cercul familiei”).
- 1934 - L'instinct du bonheur („Instinctul fericirii”).
- 1937 - La machine à lire les pensées („Mașina de citit gândurile”, nuvele și povestiri).
- 1943 - Toujours l'inattendu arrive.
- 1946 - Terre promise („Pământul făgăduinței”).
- 1947 - Nouveaux discours du docteur O'Grady („Noile discursuri ale doctorului O'Grady”).
- 1947 - Des mondes impossibles („Lumi imposibile”, nuvele și povestiri).
- 1954 - Femmes de Paris („Femeile din Paris”).
- 1956 - Les roses de septembre („Trandafirii din septembrie”).

### Eseuri
- 1924 - Dialogue sur le commandement.
- 1927 - Études anglaises.
- 1931 - Le Peseur d'âmes („Cântarul sufletelor”).
- 1933 - Chantiers américains („Șantiere americane”).
- 1934 - Sentiments et coutumes („Sentimente și obiceiuri”).
- 1939 - Un art de vivre.
- 1946 - Sept visages de l'amour („Șapte fețe ale dragostei”).
- 1951 - Ce que je crois („Ce cred eu”).
- 1952 - Destins exemplaires („Destine exemplare”).
- 1957 - Lecture, mon doux plaisir.
- 1960 - Le Monde de Marcel Proust („Lumea lui Marcel Proust”).
- 1964 - La conversation („Conversația”).
- 1966 - Au commencement était l'action („La început era acțiunea”).

### Biografii
- 1923 - Ariel ou la vie de Shelley („Biografia lui Shelley”).
- 1927 - La vie de Disraeli („Viața lui Disraeli”).
- 1930 - Don Juan ou la vie de Byron („Don Juan sau viața lui Byron”).
- 1931 - Lyautey.
- 1931 - Tourgueniev („Turgheniev”, biografie).
- 1935 - Voltaire („Voltaire”, biografie).
- 1937 - Édouard VII en son temps.
- 1938 - René, ou la vie de Châteaubriand („René, sau viața lui Châteaubriand”).
- 1949 - A la recherche de Marcel Proust („În căutarea lui Marcel Proust”).
- 1950 - Alain, studiu literar și biografie.
- 1952 - Lélia, ou la vie de George Sand („Lelia, sau viața lui George Sand”).
- 1954 - Olympio, ou la vie de Victor Hugo („Olympio, sau viața lui Victor Hugo”).
- 1957 - Les Trois Dumas („Cei trei Dumas”).
- 1957 - Robert et Elizabeth Browning (Robert și Elizabeth Browning).
- 1965 - Prométhée, ou la vie de Balzac (Prometeu, sau viața lui Balzac).
- 1959 - La vie de Sir Alexander Fleming („Viața lui Sir Alexander Fleming”).
- 1961 - Adrienne, ou la vie de Mme de La Fayette.

### Istorie
- 1937 - Histoire de l'Angleterre („Istoria Angliei”).
- 1943 - Histoire des États-Unis („Istoria Statelor Unite”).
- 1947 - Histoire de France („Istoria Franței).